# Agyagtábla-könyvtárak
Az ókori agyagtábla-könyvtárak az ókori Kelet könyvtárainak egyike.

## Történetük
Általában a könyvtár létrejöttének előfeltétele, hogy az emberiségnek el kell jutnia a gazdasági, politikai és kulturális fejlődés egy bizonyos fokára. Ez a fejlődés tette lehetővé, hogy társadalmi igény merüljön fel ilyen jellegű gyűjtemények kialakítására. Ezeknek a gyűjteményeknek a feladata volt a rögzített ismeretek hordozóinak összegyűjtése és megőrzése.
Először az ókori keleti társadalmakban jöhettek létre könyvtárak önálló intézményként. Ebben vallási, kulturális és gazdasági szükségletek egyaránt közrejátszottak. A levéltári és a könyvtári funkció nem különbözött egymástól, ám lehetőség volt ezek különválasztására a következő módon: a levéltári részt az adásvételi szerződések, a levelek és az istenes kérések alkották, míg a könyvtári részbe az eposzok, mítoszok és lexikális szövegek tartoztak. Lehetséges, hogy ezek a könyvtárak kezdetben magánintézményként alakultak ki, és később átalakultak állami gyűjteményekké. Kormányzási központokban vagy templomok mellett létrehozott pap- és írnokképző iskolákhoz csatlakozva jöttek létre ilyen gyűjtemények. Fejlődésük párhuzamosan együtt haladt az ókori keleti államok fejlődésével.

## Általános jellemzők
Az agyagtáblákat fal menti agyagpadokon tárolták. Ezeket az agyagpadokat bitumennel borították be. A fontosabb agyagtáblákat bitumennel borított nádkosarakba tették. A kosarakra agyagcímkéket erősítettek, amelyek tájékoztattak a kosarak tartalmáról. Agyagedényekben és agyagkorsókban is tárolták a dokumentumokat, a faládákat pedig fali fülkékben helyezték el. Az első könyvtárak a templomok melletti papi és írnoki iskolák segédanyagát tartalmazták.
A levéltári anyagot dokumentumfajtákon belül kronológiai sorrendben rendszerezték, az irodalmi anyagokat téma szerint csoportosították. A polcok és kosarak közötti eligazodást etikettek szolgálták. Ezek szabálytalanul megformált agyagtáblák, amelyeket még puha állapotban, vagy kötéllel ráerősítettek a kosárra, vagy a polcokat jelölték velük. A könyvtárba lévő azonos témájú műveket sorozatokba csoportosították. A sorozatok jelölésére etiketteket, kolofonokat és katalógusokat használtak. Kolofonok jöttek létre az írásmű végén, vagy a tábla gerincén. A kolofonok tartalmazták a mű címét, vagyis első sorát, az írnok adatait, nevét, családfáját, az írnok elöljárójának nevét, a tábla sorozaton belüli számát és tulajdonjegyét. A katalógusokban a művek címek és jelzések szerint vannak rendezve. A katalógusban a címek sorrendje a polcon lévő táblák sorrendjét követi. A legtöbb helyen tehát témakatalógusok találhatók, pl.: ninivei gyűjtemény. A könyvtáros megnevezés nem indokolt, hiszen a gyűjteményekkel írnokok foglalkoztak. Az agyagtábla-könyvtáraknak három típusa alakult ki: templomi és/vagy iskolai könyvtárak, uralkodói gyűjtemények és magángyűjtemények.

## Agyagtábla-könyvtárak az ókori Keleten
Az agyagtábla maradandó íróanyag, ezért sok régészeti lelet maradt fenn a könyvtárakban. A legrégebbi agyagtábla-könyvtár az Észak-szíriai Ebla városában jött létre Kr. e. 2500–2250 között. Királyi levéltár, könyvtár volt. 16000 agyagtáblát találtak benne a régészek, ezek közül 5-6000 agyagtábla épen megmaradt. A táblákon található szavak 80%-a sumér, 20%-a eblai eredetű. Az eblai könyvtár anyagának 90%-a gazdasági és adminisztratív dokumentum, a többi 10%-ot pedig tudományos anyag: az eblai, sumér tudomány termékei, lexikális szövegek, különböző állatok listái, szótárak; valamint eblai nyelven írt költői alkotások: versek, varázsszövegek, istenekhez szóló himnuszok és közmondás gyűjtemények alkották. A két csoport anyaga korábbi keletű a gazdasági okmányoknál és nehezen értelmezhetők, mert más írásanyagok nem maradtak fenn a megfejtésükhöz. Az eblai királyi palota Kr. e. 2250 körül leégett. Az agyagtáblák cseréppé alakultak át az égés következtében, ezért maradhattak meg az utókor számára. Az agyagtáblákat fapolcokon tárolták. Ennek a gyűjteménynek katalógusa lehetett. Ezt a könyvtár méretéből és rendezettségéből gondolják, és arra utal, hogy nem az eblai könyvtár volt az első könyvtár, hanem az egy hosszabb fejlődési folyamat csúcsán helyezkedett el.
Hattusa-ban könyvtári gyűjtemény működött Kr. e. 1400–1200 között. A könyvtár rekonstruálásához régészeti anyagot nem lehetett segítségül hívni. Jellemzője volt, hogy gazdag irodalmi anyaggal rendelkezett, mivel a gazdasági okmányok más anyagra voltak írva, így azok idővel megsemmisültek.
Az ugariti levéltár Kr. e. 1400–1200 között működött. A levéltári dokumentumokat a királyi palota termeiben tárolták. Ez a tárolási rendszer tükrözi az agyagtáblákat létrehozó hivatalok elkülönült funkcióit. A déli terembe kerültek a gazdasági okmányok, míg a nyugatiba a jogi iratok.
Az Asszír Birodalom könyvtárai: az első asszír könyvtárat Assur városában Kr. e. 1100-ban alapították Assur isten templomában. Anyagát Babilóniából zsákmányolták, amelyet önálló asszír művekkel és Asszíriában készült másolatokkal egészítettek ki. Újdonsága volt az összetartozó szövegek sorozatba állítása, és e sorozatok táblákra történő beosztása. Kr. e. 885-ben királyi könyvtár jött létre Kalah városában. A kalahi magánkönyvtárat Assurbanapli nagyapja Ninivébe szállíttatta, amely az ókori Kelet híres gyűjteményévé vált. A ninivei könyvtárat Kr. e. 650 körül Assurbanapli asszír uralkodó hozta létre, aki nagyon művelt volt. Céljának tekintette, hogy ninivei gyűjteményében összegyűjtse és megőrizze az ékírásos hagyományokat. Az írnokok másolatot készítettek a fellelhető művekről, és szövegkritikára törekedtek. Körülbelül 10 000 agyagtábla volt a ninivei könyvtárban. A táblák fele levéltári anyagnak minősül, amelyek a korabeli életről szóltak. Feltűnő a gazdasági okmányok teljes hiánya. A táblák másik fele irodalmi szöveg, amely rendkívül sokrétű. Tartalmaznak politikai, vallási szövegeket, orvosi, csillagászati, matematikai leírásokat. Kiemelkedő alkotásai a ninivei könyvtárnak a Gilgames-eposz, valamint Enúma elisnek a világ teremtéséről szóló verse. A leletkincshez szakszerűtlenül nyúltak hozzá, így nem rekonstruálható a könyvtár akkori állapota. Az agyagtáblák felállítása szakrendi volt, erre az agyagtáblák csoportosításából lehet következtetni. Ha több mű került egy táblára, akkor mindegyik írás kezdőszavát felírták rá. Az agyagtáblák sorrendjét úgy rögzítették, hogy az előző tábla sorszámát ráírták a következő tábla tetejére. A királynak volt egy külön pecsétje, amellyel jelezte, hogy a tábla az ő tulajdonában áll. A gyűjteményt egy írnok kezelhette.